# Hendrik Houwens Post
Hendrik Houwens Post (* 18. September 1904 in Surakarta; † 1. September 1986 in Utrecht) war ein niederländischer Romanist und Lusitanist.

## Leben und Werk
Houwens Post, dessen Vater Kautschukfarmer und dessen Mutter indonesischer Abstammung war, wuchs ab 1911 von seinen Eltern getrennt in Groningen und Winschoten auf. Er studierte in Groningen Romanistik, war ab 1929 Französischlehrer in Ter Apel und wurde 1932 bei Kornelis Sneyders de Vogel promoviert mit der Arbeit La société des nations de l'abbé de Saint-Pierre Charles Irénée Castel de Saint-Pierre (Amsterdam 1932).
1934 ging er zurück nach Indonesien und unterrichtete Französisch in Surabaya. Da ihm die Gymnasiallehre nicht zusagte, reiste er 1936 neuerlich nach Holland und studierte in Utrecht Jura mit der Absicht, in der indonesischen Kolonialverwaltung tätig zu werden. Bei Studienabschluss 1940 verhinderte die deutsche Besetzung Hollands am 10. Mai 1940 seine Ausreise, und er war bis 1956 Französischlehrer in Breda.
Seit dem Alter von 17 Jahren beschäftigte sich Houwens Post mit dem 1921 in Berlin entdeckten Portugiesischen. Während des Jurastudiums hörte er an der Universität Amsterdam Vorlesungen bei Marcus de Jong. 1939 reiste er zum ersten Mal nach Portugal. Er war vor allem von Luís de Camões fasziniert, dem er sich auf der Basis einer Familienlegende durch Seelenwanderung persönlich verbunden fühlte. So warb er als autodidaktischer Amateur-Lusitanist für das Portugiesische, einschließlich des Brasilianischen.
An der Universität Utrecht, wo eine Iberoromanische Abteilung aufzubauen war (mit Cornelis Frans Adolf van Dam als Direktor), wurde er 1948 Privatdozent für Portugiesisch, 1952 Lehrbeauftragter und ab 1956 Stiftungsprofessor (Bijzonder Hoogleraar, bis 1974).
Seine umfangreiche (von 1959 bis 1969 entstandene) portugiesische Grammatik wurde weder in der niederländischen Fassung (als Portugese Grammatica) noch in der englischen Fassung (als Descriptive Grammar of the Portuguese Language) zum Druck angenommen und blieb Manuskript. Ebenso erging es dem von 1974 bis 1980 verfassten (französisch geschriebenen) Roman Félicien van Ranelagh, Européen.
Unter dem Pseudonym W. L. Vreede besorgte Houwens Post 1941 die erste vollständige niederländische Übersetzung der Prophezeiungen des Nostradamus.

## Weitere Werke
- Bergson. De philosophie der intuïtie, Den Haag 1940
- Montesquieu en de westersche geest, Den Haag 1941
- (Übersetzer, unter dem Pseudonym W.L. Vreede) De profetieën van Nostradamus. Nederlandsche vertaling, voorafgegaan door een levensschets en een inleiding, en van aantekeningen voorzien, Den Haag 1941
- Het leven van den vernuftigen ridder Don Miguel de Cervantes Saavedra, Den Haag 1947
- Culturele stromingen en intellectuele invloeden der Renaissance in het werk van Luís de Camões, Groningen 1948 (Vortrag)
- Het heroïeke leven van Luís Vaz de Camoëns. Portugees renaissancedichter en avonturier, 1524-1580, Amsterdam 1950
- Palavras e expressões Portuguesas da língua cotidiana. Portugese woorden en uitdrukkingen uit de dagelijkse spreektaal, Den Haag 1952
- (Übersetzer) Hélio A. Scarabôtolo, Beknopte geschiedenis van de Braziliaanse letterkunde, Amsterdam 1952
- Het Portugese werkwoord. Lijst van vervoegde Portugese werkwoorden, Den Haag 1953 (Portugiesische konjugierte Verben)
- Het Portugees van Brazilië, Groningen 1957 (Vortrag)
- (Hrsg.) Gesproken Portugees. Handboekje voor de moderne Portugese omgangstaal, Den Haag 1958
- (Hrsg. und Übersetzer) Meesters der Braziliaanse vertelkunst, Amsterdam 1961